# Koszmosz–108
A Koszmosz–108 (DSZ-U1-G) (oroszul: Космос 108) Koszmosz műhold, a szovjet műszeres műhold-sorozat tagja. Ionoszférakutató műhold.

## Küldetés
Feladata a Föld atmoszférájának felülről történő vizsgálata, valamint a naptevékenység hatása a földi atmoszférára. A Koszmosz–11 által megkezdett vizsgálatokat folytatta.

## Jellemzői
Dnyipropetrovszk (ukránul: Дніпропетровськ), orosz nevén Dnyepropetrovszk (oroszul: Днепропетровск), Ukrajnában OKB–586 a Déli Gépgyár (Juzsmas) volt a központja több Koszmosz műhold összeszerelésének. Üzemeltetője a szovjet Tudományos Akadémia.
1966. február 11-én a Kapusztyin Jar rakétakísérleti lőtérről a Majak–2 indítóállásából egy Koszmosz–2I (63SZ1) típusú hordozórakétával juttatták Föld körüli, közeli körpályára. Az orbitális egység pályája 95,3 perces, 48,8 fokos hajlásszögű, elliptikus pálya-perigeuma 227 kilométer, apogeuma 865 kilométer volt. Hasznos tömege 291 kilogramm. A sorozat felépítését, szerkezetét, alapvető fedélzeti rendszereit tekintve egységesített, szabványosított tudományos-kutató űreszköz. Áramforrása kémiai, illetve a felületét burkoló napelemek energiahasznosításának kombinációja (kémiai akkumulátorok, napelemes energiaellátás – földárnyékban puffer-akkumulátorokkal).
Felépítését tekintve két félgömbbel lezárt hengeres test. A felső félgömbben helyezték el a tudományos készülékeket, külső felületén az érzékelőket. A hengeres részben a szolgálati egységeket (programvezérlő, adatrögzítő, telemetria). A hátsó félgömbben az energiaellátást biztosító kémiai akkumulátorok kaptak elhelyezést. Az egyenletes belső hőmérsékletet cirkuláló gáz (nitrogén) biztosította. A hőegyensúlyt sugárzáselnyelő anyaggal, illetve zsalus radiátorral biztosították.
A Föld felső atmoszférája fontos szerepet játszik a felszíni és a műholdas kommunikációban és navigációban, sűrűsége befolyásolja az alacsony Föld körüli pályán (LEO) keringő műholdak élettartamát. A fedélzeten elhelyezett rádióadók által sugárzott jelek fáziskülönbségének méréséből következtetéseket lehet levonni az ionoszféra szerkezetéről. Az éjszakai ionoszféra F-rétege magasságbeli és kiterjedésbeli inhomogenitásainak mérése a 20 MHz-es fedélzeti adó jeleinek fluktuációváltozásaiból történt.
1966. november 21-én belépett a légkörbe és megsemmisült.